# Die Wachenburg

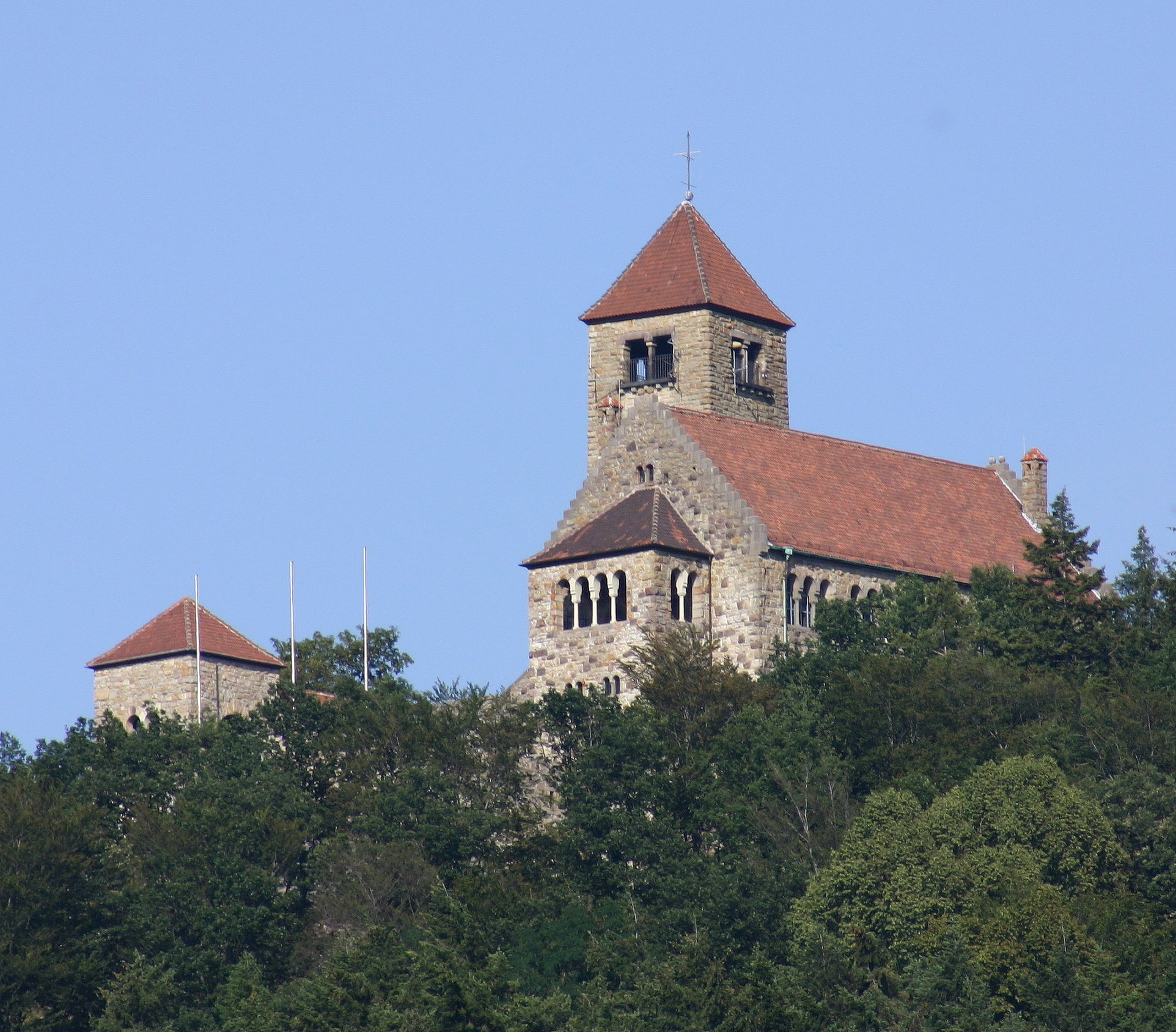
Titelgeber: Die Wachenburg

Die Wachenburg – Untertitel: Verbandsorgan der Weinheimer Corpsstudenten. Nachrichten des Weinheimer Senioren-Convents – war eine 1953 als Nachfolgerin der 1935 eingestellten Corpsstudentischen Monatsblätter gegründete und vom Weinheimer Senioren-Convent (WSC) herausgegebene Zeitschrift. Ihr Name bezieht sich auf die Wachenburg. Sie erschien mehrmals jährlich und widmete sich neben aktuellen Berichten aus dem Verband auch politischen, historischen oder gesellschaftlichen Themen. 1993 erschien die letzte Ausgabe. Ab 1994 wurde sie nach der Fusion mit der Deutschen Corps-Zeitung des KSCV unter dem Namen Der Corpsstudent und seit 2000 unter dem Namen CORPS – das Magazin weitergeführt.

## Schriftleiter (unvollständig)
„Schriftleiter“ genannte Chefredakteure der Wachenburg waren unter anderem:
- 1953–1954: K. Boleg (kommissarisch)
- 1954–1960: Hellmuth Geyer
- 1963–1965: Herbert Scherer (1929–2018), Gymnasiallehrer, Studentenhistoriker und Verbandsfunktionär
- Bis 1989: Herbert Kessler (1918–2002), Jurist und Verleger